# Sieńkowo (rejon wieliski)
Sieńkowo (ros. Сеньково) – wieś (ros. деревня, trb. dieriewnia) w zachodniej Rosji, w osiedlu wiejskim Krutowskoje, w rejonie wieliskim, w obwodzie smoleńskim.

## Geografia
Miejscowość położona jest nad rzeką Sieńkowką, przy granicy z Białorusią, przy drodze federalnej R131 (Wieliż – Sieńkowo), 26 km od centrum administracyjnego osiedla wiejskiego (Krutoje), 24 km od centrum administracyjnego rejonu (Wieliż), 104 km od Smoleńska..

## Demografia
W 2010 r. miejscowość liczyła 5 mieszkańców.